# Thắt cổ chai quần thể

Cổ chai di truyền, tiếp sau là khôi phục dân số hoặc tuyệt chủng.

Thắt cổ chai quần thể (đôi khi gọi là thắt cổ chai di truyền) là thuật ngữ dịch từ tiếng Anh population bottleneck, dùng để chỉ hiện tượng hoặc kết quả sự suy giảm mạnh mẽ kích thước quần thể một cách đột ngột  trong quần thể sinh vật.
Nguyên do của hiện tượng thường là thiên tai (như động đất, sóng thần, lũ lụt, cháy rừng, hạn hán, dịch bệnh) hoặc do hoạt động của con người gây ra (như tràn dầu, đốt rừng,... gây diệt chủng. Sự kiện như vậy có thể làm giảm lượng gen của một dân số. Sau đó một dân số nhỏ hơn với một sự đa dạng di truyền tương ứng nhỏ hơn, là nguồn gen ít đa dạng cho các thế hệ sinh sản hữu tính kế tiếp. Sự đa dạng di truyền thấp, chỉ tăng dần theo thời gian khi các đột biến ngẫu nhiên xảy ra. Hệ quả của nó là sự mất mát các biến dị di truyền, giảm sự vững mạnh của dân số và giảm khả năng thích nghi với thay của đổi môi trường.
Sau là hai khả năng: sự khôi phục dân số hoặc tuyệt chủng.
Một hình thức hơi khác của nút cổ chai có thể xảy ra khi một nhóm nhỏ bị cách ly.
- Cách ly địa lý ở các đảo bị cô lập (hay do các sông lớn phát triển), trong đó một vài thành viên của một loài đã chiếm lĩnh thành công vùng cư trú mới và phát triển.
- Do chương trình nuôi sinh sản như trong nông nghiệp, nuôi động vật ở sở thú,...

Sự kiện này tạo ra quần thể ít đa dạng di truyền. Vì thế nghiên cứu cổ chai di truyền đóng vai trò quan trọng trong bảo tồn sinh học, xác định quy mô quần thể tối thiểu trong bối cảnh bảo tồn hoặc trong nông nghiệp với kiểm soát sinh học và dịch hại.

## Loài người
Phân tích thống kê mtDNA (DNA ty thể) của người hiện đại về giải phẫu (Homo sapiens) đã cho thấy sự đa dạng di truyền thấp bất ngờ. Nó dẫn đến giả thiết rằng một nút cổ chai di truyền có thể đã tồn tại ở loài người vào khoảng 70 đến 80 Ka trước đây . Vào thời điểm đó dân số loài Homo sapiens chỉ có khoảng 1.000-10.000 cá thể, sống chủ yếu ở châu Phi. Theo nhiều nhà nghiên cứu thì thảm họa Toba đã gây ra biến đổi khí hậu rộng lớn, và là nguyên nhân của nút cổ chai di truyền này.
Một nút cổ chai di truyền khác được tin rằng đã xảy ra ở Homo sapiens hồi 120 Ka trước tại châu Phi. Sau đó là thời kỳ băng hà dài khoảng 60 Ka. Vào thời kỳ đó Homo sapiens dường như tổng cộng chỉ có vài trăm cá thể sống sót ở một vài nơi, trong đó có các hang động Pinnacle Point 13B (PP13B) ở Vịnh Mossel trên bờ biển Nam Phi .

## Các loài thú
Trong hai trăm năm qua một số loài thú đã trải qua cổ chai di truyền. Những ví dụ có hươu Père David, kền kền cổ khoang California (Gymnogyps californianus), linh dương sừng thẳng Ả Rập (Oryx leucoryx), dê núi Alps (Capra ibex), vẹt Kakapo (Strigops habroptilus), bò bison châu Âu (Bison bonasus), ngựa hoang Mông Cổ (hay ngựa hoang przewalski, Equus przewalski). Những loài thú này chỉ còn khoảng vài chục đến trăm cá thể.
Loài báo Gepard (Acinonyx jubatus) trong thời tiền sử đã trải qua nút cổ chai di truyền cực kỳ hẹp, đến mức các mô của nó không giống với bất kỳ loài khác, và dường như phát triển từ một cặp song sinh giống hệt nhau.

## Sự kiện thảm họa Toba
Theo nhiều nghiên cứu thì thảm họa Toba liên quan đến cổ chai di truyền ở loài người và một số loài thú.
Nhà nhân chủng học Stanley Ambrose ở Đại học Illinois Hoa Kỳ đưa ra giả thuyết thảm họa Toba là nguyên nhân gây ra nút cổ chai gen này. Sự phun trào của siêu núi lửa Toba ở Sumatra, Indonesia xảy ra khoảng 74 Ka trước đây, đã gây ra mùa đông núi lửa và một giai đoạn cực kỳ lạnh tiếp theo, dẫn tới loài người ở bờ vực tuyệt chủng. Giả thuyết này liên kết hai phát hiện trái ngược nhau về sự phát triển di truyền của Homo sapiens. Một mặt là những bằng những hóa thạch cho thấy loài người, bắt đầu ở châu Phi đã phát tán tương đối nhanh chóng, và những phát hiện cũng dựa trên sự khác biệt của DNA ty thể. Cả hai đều được sử dụng để giải thích sự đa dạng di truyền rất thấp của con người hiện nay, so với bà Eve ti thể và ông Adam nhiễm sắc thể Y. Thứ hai, có quan điểm cho rằng sau khi sự phát tán đầu tiên tới các khu vực khác nhau, sự phát triển cô lập của các quần thể đã xảy ra, dẫn đến sự xuất hiện của con người bắt đầu có phân biệt, mà các nhà nhân chủng học trước đây phân loại ra các đại chủng và các chủng tộc.
Một số bằng chứng thu được cho thấy cổ chai di truyền xảy ra ở các loài thú sau vụ phun trào Toba. Đó là quần thể tinh tinh Đông Phi (chimpanzee) , 
đười ươi Borneo (orangutan) , 
khỉ Rhesus trung Ấn Độ (Macaca mulatta) , 
báo cheetah, hổ , 
và sự phân dị các gen hạt nhân của khỉ đột ở đồng bằng phía đông với phía tây châu Phi . Những loài thú này đã phục hồi từ những con số cá thể rất thấp vào hồi 70-55 Ka trước đây.
Tuy nhiên một trường phái khác, như Christine Lane từ Đại học Oxford năm 2013 dựa trên nghiên cứu trầm tích của hồ Malawi ở châu Phi, thì nghi ngở và cho rằng biến đổi khí hậu do siêu núi lửa Toba không có quy mô lớn như vậy .

## Thuần dưỡng và nuôi trồng
Thuần dưỡng và nuôi trồng sinh vật dẫn đến cổ chai di truyền trong quần thể sinh vật mà con người cách ly chúng. Điều này đã xảy ra ở loài chó, lợn, mèo, các thú nhỏ,... Nó dẫn đến các rối loạn di truyền hiếm gặp ở các giống nhất định, thể hiện các đặc điểm phục vụ nhu cầu của con người nhưng lại là kém cạnh tranh trong đời sống hoang dã.
Đối với động vật ở sở thú, vì lý do không gian người ta chỉ có thể cho sinh sản từ một vài cá thể. Những con giống khác biệt về mặt di truyền đôi khi được nhập khẩu từ các vườn thú khác để duy trì tính đa dạng di truyền và để tránh giao phối quá cận huyết. Điều này cũng đang được xem xét khi chăn nuôi động vật trong các dự án trả lại chúng về thế giới hoang dã.

## Chỉ dẫn
1. ↑  Theo ghi chú về báo săn Gepard thì không nên nhầm lẫn chúng với báo đốm, báo hoa mai, báo đen,...